# 592 Bathseba
592 Bathseba
592 Bathseba là một tiểu hành tinh ở vành đai chính. Nó được Max Wolf phát hiện ngày 18.3.1906 ở Heidelberg và được đặt theo tên Bathsheba, vợ của Urias, và là mẹ của vua Solomon trong Cựu Ước